# ببتيد مرتبط بالأغوتي
البروتين المرتبط بالأغوتي (Agouti-related protein- AgRP)، هو ببتيد عصبي يتم إنتاجه في الدماغ بواسطة الخلايا العصبية AgRP/NPY. يتم تصنيعه في أجسام الخلايا التي تحتوي على الببتيد العصبي (neuropeptide Y - NPY) والموجودة في الجزء البطني من النواة المقوسة في منطقة ما تحت المهاد. يتم التعبير عن AgRP بشكل مشترك مع NPY ويعمل على زيادة الشهية وتقليل التمثيل الغذائي وإنفاق الطاقة. إنها واحدة من أقوى محفزات الشهية وطويلة الأمد. في البشر، يتم تشفير الببتيد المرتبط بالأغوتي بواسطة جين AGRP.

## تركيبه:
AgRP هو جزيء إشارة نظير الصماوي مصنوع من 112 حمضًا أمينيًا (تتم معالجة المنتج الجيني المكون من 132 حمضًا أمينيًا عن طريق إزالة مجال الببتيد للإشارة المكون من 20 بقايا من N-terminal).تم التعرف عليه بشكل مستقل من قبل فريقين في عام 1997 بناءً على تشابه تسلسله مع ببتيد إشارة الأغوتي (agouti signalling peptide- ASIP)، وهو بروتين يتم تصنيعه في الجلد الذي يتحكم في لون المعطف. AgRP مطابق بنسبة 25% تقريبًا لـ ASIP. يتكون التماثل الفأري لـ AgRP من 111 حمضًا أمينيًا (السلائف هي 131 حمضًا أمينيًا) ويشارك 81% من هوية الأحماض الأمينية مع البروتين البشري. تشير الدراسات البيوكيميائية إلى أن AgRP مستقر للغاية بالنسبة للتسخين الحراري والتدهور الحمضي. يتكون هيكلها الثانوي بشكل رئيسي من ملفات عشوائية وصفائح بيتا. التي تطوى لتشكل عقدة السيستين المثبطة. يقوم AGRP بتعيين الكروموسوم البشري 16q22 وAgrp إلى كروموسوم الفأر 8D1-D2.

## الوظيفة:
يتم التعبير عن البروتين المرتبط بالأغوتي بشكل أساسي في الغدة الكظرية، والنواة تحت المهاد، ومنطقة ما تحت المهاد، مع مستويات أقل من التعبير في الخصية والكلى والرئتين. يتم تثبيط تأثيرات تحفيز الشهية لـ AgRP بواسطة هرمون اللبتين ويتم تنشيطها بواسطة هرمون الجريلين. تفرز الخلايا الشحمية هرمون الليبتين استجابةً لتناول الطعام. يعمل هذا الهرمون في النواة المقوسة ويمنع الخلايا العصبية AgRP/NPY من إطلاق الببتيدات الأصلية. يمتلك الجريلين مستقبلات على الخلايا العصبية NPY/AgRP التي تحفز إفراز NPY وAgRP لزيادة الشهية. يتم تخزين AgRP في حبيبات إفرازية داخل الخلايا ويتم إفرازه عبر مسار منظم. يتم تنظيم العمل النسخي والإفرازي لـ AgRP عن طريق الإشارات الالتهابية. يتم زيادة مستويات AgRP خلال فترات الصيام. لقد وجد أن AgRP يحفز المحور تحت المهاد والغدة النخامية وقشر الكظر لإفراز ACTH والكورتيزول والبرولاكتين. كما أنه يعزز استجابة ACTH لـ IL-1-beta، مما يشير إلى أنه قد يلعب دورًا في تعديل استجابة الغدد الصم العصبية للالتهاب. على العكس من ذلك، تمنع الخلايا العصبية المفرزة لـ AgRP إطلاق هرمون TRH من النواة المجاورة للبطينات (paraventricular nucleus - PVN)، مما قد يساهم في الحفاظ على الطاقة في حالة المجاعة. يعد هذا المسار جزءًا من حلقة التغذية الراجعة، نظرًا لأن الخلايا العصبية التي تفرز TRH من PVN تحفز الخلايا العصبية AgRP.

## ألية عمله:
لقد ثبت أن AGRP هو خصم تنافسي لمستقبلات الميلانوكورتين، وتحديدًا MC3-R وMC4-R. ترتبط مستقبلات الميلانوكورتين، MC3-R وMC4-R، ارتباطًا مباشرًا بعملية التمثيل الغذائي والتحكم في وزن الجسم. يتم تنشيط هذه المستقبلات بواسطة هرمون الببتيد α-MSH (الهرمون المحفز للخلايا الصباغية) ويتم عداءها بواسطة البروتين المرتبط بالأغوتي. في حين أن α-MSH يعمل على نطاق واسع على معظم أعضاء عائلة MCR (باستثناء MC2-R)، فإن AGRP محدد للغاية لـ MC3-R وMC4-R فقط. لا يعادي هذا الناهض العكسي عمل منبهات الميلانوكورتين مثل α-MSH فحسب، بل يقلل أيضًا من cAMP الذي تنتجه الخلايا المصابة. الآلية الدقيقة التي يمنع بها AgRP إشارات مستقبلات الميلانوكورتين ليست واضحة تمامًا. لقد تم اقتراح أن البروتين المرتبط بالأغوتي يرتبط بمستقبلات MSH ويعمل كخصم تنافسي لربط الربيطة. وقد دعمت الدراسات التي أجريت على بروتين أغوتي في خلايا سرطان الجلد B16 هذا المنطق. يتم تنظيم التعبير عن AgRP في الغدة الكظرية بواسطة الجلايكورتيكويدات. يمنع البروتين إفراز الكورتيكوستيرون الناجم عن α-MSH.

## تاريخه:
عُثِر على أخصائيي تقويم AgRP وASIP وMCIR وMC4R في جينومات الثدييات والأسماك العظمية والطيور. يشير هذا إلى أن نظام آغوتي-ميلانوكورتين قد تطور عن طريق تضاعف الجينات من الجينات الفردية والمستقبلات في الـ 500 مليون سنة الماضية.

## دور هذا البروتين في السمنة:
يؤدي AgRP إلى السمنة عن طريق العداء المزمن لـ MC4-R. الإفراط في التعبير عن AgRP في الفئران المعدلة وراثيا (أو الحقن داخل البطينات) يسبب فرط البلع والسمنة، في حين عُثِر على مستويات البلازما AgRP مرتفعة في الذكور من البشر الذين يعانون من السمنة المفرطة. إن فهم الدور الذي يلعبه AgRP في زيادة الوزن قد يساعد في تطوير نماذج صيدلانية لعلاج السمنة. عُثِر على مستويات AgRP mRNA منخفضة التنظيم بعد حدث مرهق حاد. تشير الدراسات إلى أن الأنظمة المشاركة في تنظيم الاستجابة للضغط وتوازن الطاقة متكاملة للغاية. قد يؤدي فقدان أو اكتساب وظيفة AgRP إلى استجابات سلوكية تكيفية غير كافية للأحداث البيئية، مثل الإجهاد، ولها القدرة على المساهمة في تطور اضطرابات الأكل. لقد ثبت أن تعدد الأشكال في جين AgRP قد تم ربطه بفقدان الشهية العصبي  وكذلك السمنة. تشير بعض الدراسات إلى أن الإشارة غير الكافية لـ AgRP أثناء التوتر قد تؤدي إلى الشراهة عند تناول الطعام. تولد الالتهام الذاتي تحت المهاد الناجم عن الجوع أحماض دهنية حرة، والتي بدورها تنظم مستويات AgRP العصبية.

## دوره في الجوع:
وفقًا لمارك ل. أنديرمان وبرادفورد ب. لويل: "... يمكن اعتبار الخلايا العصبية AgRP ومخطط الأسلاك التي تعمل من خلالها بمثابة التجسيد المادي للمتغير المتداخل، وهو الجوع. يمكن تحفيز الخلايا العصبية التي تعبر عن AgRP تحفيز سلوك غذائي قوي في الفئران من شأنه أن يؤدي إلى: زيادة استهلاك الغذاء، زيادة الرغبة في العمل من أجل الغذاء، وزيادة التحقيق في روائح الطعام.
على الرغم من هذا، يتم تثبيط الخلايا العصبية AgRP بسرعة عند تقديم الطعام وبداية تناول الطعام. إحدى الآليات التي قد تفسر هذا التناقض هي حقيقة أن الخلايا العصبية AgRP تشير إلى Neuropeptide Y من أجل السماح بسلوك التغذية المستمر الذي يدوم أكثر من تنشيط الخلايا العصبية.
الخلايا العصبية AgRP حساسة أيضًا للإشارات الهرمونية للشبع والجوع. الأول هو منبه الشهية، الجريلين الذي يجعل الخلايا العصبية AgRP أكثر استثارة من خلال التفاعلات مع مستقبلات الجريلين المتخصصة. وهناك إشارة أخرى هي إشارة الشبع، اللبتين، التي تعدل نشاط AgRP من خلال تصحيح قنوات البوتاسيوم داخليًا، مما يغير استثارة الخلايا العصبية. يمكن أن يقلل اللبتين أيضًا من قدرة الخلايا العصبية AgRP على القيام بوظائف فسيولوجية أخرى، مثل تحفيز التقوية طويلة المدى للخلايا العصبية المجاورة.
على الرغم من أن الخلايا العصبية AgRP يمكنها قيادة العديد من المراحل المختلفة لسلوك التغذية، إلا أن الخلايا العصبية المنفصلة AgRP تتجه إلى مناطق مختلفة من الدماغ، مما يدل على بنية تنظيمية موازية. ويتجلى ذلك من خلال الإسقاطات المختلفة للخلايا العصبية AgRP إلى مناطق مختلفة من الدماغ التي تقود السلوكيات المختلفة المتعلقة بالغذاء؛ على سبيل المثال، بعض التوقعات سوف تعزز زيادة استهلاك الغذاء، ولكن ليس زيادة التحقيق في رائحة الطعام.